# 软气枪

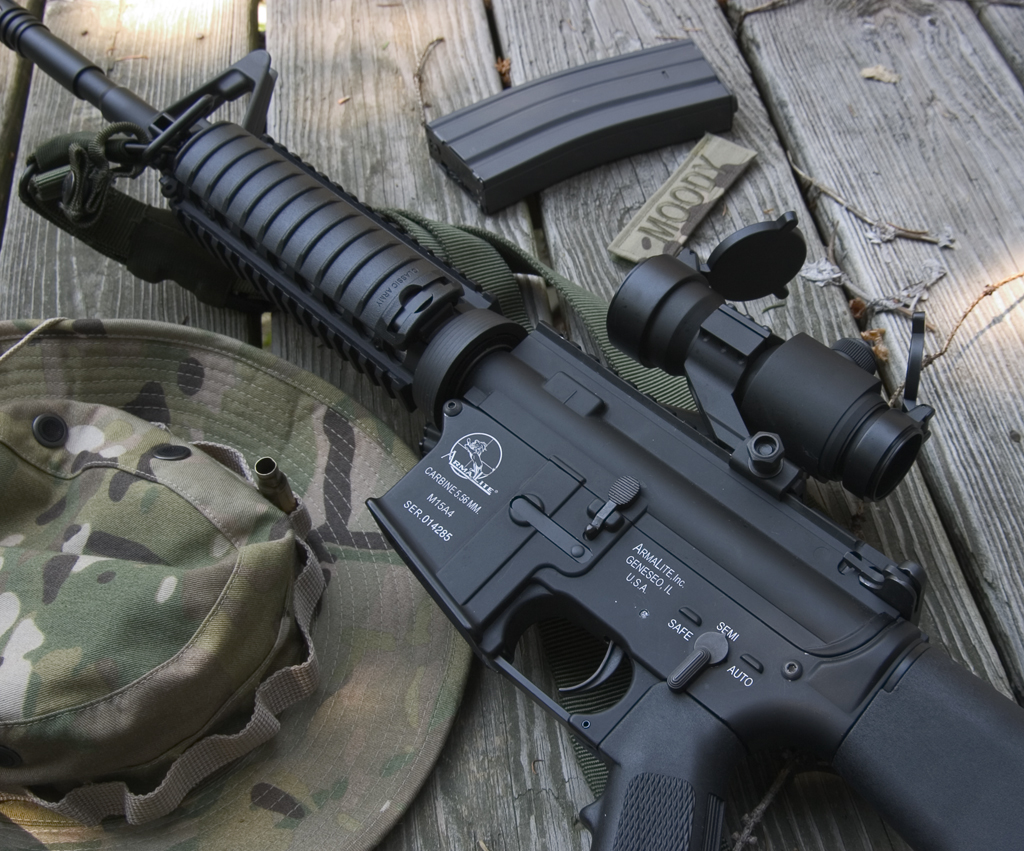
M15A4 AEG和Aimpoint Comp2红点瞄具

软气枪（英語：airsoft gun），又译空氣软枪，有时被称作BB槍（嚴格上不正確），是生存游戏运动中使用的仿真玩具枪，属于一种威力较弱的滑膛气枪。有别于发射金属弹丸的普通气枪，软气枪使用相对简单的设计结构产生加压气体作为动力发射塑料球形弹丸，通常枪口动能在1—1.5焦耳（0.74—1.11英尺·磅）左右，不到普通气枪（.177口径弹簧气枪）的十四分之一、手枪（9毫米鲁格弹）的五百分之一、步枪（5.56毫米北约弹）的千分之一，对人较为安全。在大多数国家中，软气枪因其不具备实际杀伤力而被视作玩具枪，主要用于竞技娱乐或军事训练。而发射金属弹丸的普通气枪则具备较高的动能和精度，会对人或动物造成实质杀伤效果，因此常被归类为管制枪械，通常用于射击比赛和狩猎，不能用于生存游戏中。
软气枪的发射动力来源通常有两种：一种是利用弹簧的弹性势能来驱动活塞气泵，可以手动压缩弹簧，或由电动机驱动齿轮组压缩弹簧；另一种是用释放预先准备的压缩气体来喷射弹丸，常见的是使用绿气（丙烷和少量硅油的混合物）、HFC-134a、压缩二氧化碳等。软气枪的外形一般为真枪的1:1精确复制，但只能發射6毫米或8毫米口径的塑料彈球（俗称的“BB彈”，其实真正的BB弹是专指全威力气枪使用的.177口径金属球），弹丸密度只有不到普通气枪钢珠弹的四分之一，枪口初速一般为100米每秒左右，以保证使用安全。
因为软气枪的6毫米（少数情况能看到8毫米或其他口徑）塑料弹丸与一些气枪发射的0.177英寸（4.5）金属BB弹珠相似都是球形，加上软气枪的工作原理和普通气枪基本一致（但结构大大简化，材料强度也不在一个级别），因此经常被玩家及市占率約五成的台灣廠商误称成“BB槍”。真正的“BB枪”術語源自1888年密歇根州普利茅斯的普利茅斯步槍公司，它們生產了第一款全金屬氣槍“Daisy BB Gun”，由於在全美成功營銷而成為此類槍枝的代名詞。“BB”的名称则是因为19世纪末上市的早期BB枪发射的是霰弹枪使用的“BB”尺寸（0.180英寸）鸟弹铅弹丸。严格意义上说，BB枪就是专指发射BB弹的气枪，因为真正的BB枪比软气枪早出现近一个世纪，有绝对的命名权。

## 历史与法律问题
软气枪兴起于日本，最早称为“Soft Air Gun”，随后在一些亞洲國家和地區广泛流行，如香港、台灣、澳門、南韓等。随后在欧美国家兴起，爱好者的数量迅速增长，互联网成为重要的销售和交流平台。由於不同的國家對软氣槍的法律不同，软气枪及其零部件、升级部件的易得性也存在较大差异。
例如在中華民國，软气枪被归类为玩具枪，採枪口动能管制以确保安全。
在中国大陆則有嚴苛法律规定，中華人民共和國刑法對於涉槍案件採取高壓嚴打原則，現代諸多玩具槍殺傷力和零件強度有遊走於法律邊緣特性，外型也極度仿真用於展示恐嚇也有效果，所以訂有法規特有名詞「槍形物」原則上採取抵制原則，法定其槍口動能被鑑定出超過1.8焦耳/平方公分推定為可極輕易改裝為真槍，同時本身亦有殺傷力故視同真槍，不論其投射物為何(包含BB彈、軟質彈)皆會以非法持槍的刑事罪定罪，被判處3年以上10年以下有期徒刑，情節重大例如批量販售和中間商行為者可能判10年以上，此動能標準嚴於所有周邊國家甚至包含香港，因此每年有不少人從周邊購得的玩具槍入境或轉賣（水彈發射器不在此列），結果遭到刑事定罪有時一年達數百人獲罪，這是气槍愛好者必須特別注意的法規，許多玩家觀念中的「玩具槍不是真槍，所以能任意攜帶買賣」的慣性思維誤區導致有大量玩家無視相關法律規定而導致被處罰。2016年趙春華氣球射擊攤案就是一典型案例，擺氣球射擊攤的老婦因攤上槍枝被鑑定比動能超過1.8焦耳而以持九把真槍論罪被判3年半徒刑，雖二審後續爭議中有所修法改判，多納入主觀惡性及槍枝外型兩項審判考量點，但僅適用槍枝外型明顯卡通化和玩具化情況或是趙春華案等極特殊案例，須注意比動能1.8焦耳的規定並未有任何更改。目前中華人民共和國最高人民法院和最高人民檢察院兩院批復明确规定，对于非法制造、买卖、运输、邮寄、储存、持有、私藏、走私以压缩气体为动力且枪口比动能较低的枪支的行为，在决定是否追究刑事责任以及如何裁量刑罚时，不仅应当考虑涉案枪支的数量，而且应当充分考虑涉案枪支的外观、材质、发射物、购买场所和渠道、价格、用途、致伤力大小、是否易于通过改制提升致伤力，以及行为人的主观认知、动机目的、一贯表现、违法所得、是否规避调查等情节，综合评估社会危害性，坚持主客观相统一，确保罪责刑相适应。此外，对于非法制造、买卖、运输、邮寄、储存、持有、私藏、走私气枪铅弹的行为，在决定是否追究刑事责任以及如何裁量刑罚时，应当综合考虑气枪铅弹的数量、用途以及行为人的动机目的、一贯表现、违法所得、是否规避调查等情节，综合评估社会危害性，确保罪责刑相适应。
中華人民共和國浙江省高级人民法院和浙江省人民检察院联合出台《关于办理涉以压缩气体为动力的枪支刑事案件的会议纪要》，进一步细化两高有关枪支定罪量刑问题的批复，并作出量刑区分，规定3种情形可以缓刑或者免罚。 枪口比动能不足16焦耳/平方厘米，3种情形可缓刑或免于刑责。
根据《会议纪要》，涉案气枪枪口比动能在1.8焦耳/平方厘米以上、不足16焦耳/平方厘米的，不唯枪支数量论，一般情况下不认定为情节严重，并对3种情形进行具体量刑标准区分。分别是：
（1）涉案气枪枪口比动能在1.8焦耳/平方厘米以上、不足5.4焦耳/平方厘米的，公安机关可以予以行政处罚，检察机关一般可以依法不起诉，已经起诉的，人民法院可以认定为情节轻微，免予刑事处罚；
（2）涉案气枪枪口比动能在5.4焦耳/平方厘米以上、不足10.8焦耳/平方厘米的，应予较大幅度的从宽处罚，符合条件的，检察机关可以依法不起诉，人民法院可以判处缓刑或者免予刑事处罚；
（3）涉案气枪枪口比动能在10.8焦耳/平方厘米以上，不足16焦耳/平方厘米的，符合条件的，可以判处缓刑。 
值得注意的是，《会议纪要》规定对于（1）涉案气枪枪口比动能虽然较低，但经鉴定易于改制提升致伤力的；（2）以实施其他犯罪为目的的；（3）行为人具有涉枪前科的；（4）行为人实施非法制造、买卖、运输、邮寄、储存、持有、私藏、走私气枪，并有逃避，对抗调查行为的四种情形不适用以上的量刑标准。
同時目前中國大陸對於水彈發射器（airsoft的替代品）的發展採取睜一隻眼閉一隻眼的管理方式（灰色地帶），如今中國大陸的wargame行業正處於復甦階段，只要不在公共場合露械，在非法場地進行對戰，購買非法零件，基本不會受到處罰。目前玩具槍無罪化的進程正在穩步進行，但是中華人民共和國公安部在2019年秘密發佈了《公安機關涉案槍支彈藥鑒定工作規定{公通字【2019】30號}》，此規定規定了可以對涉案"槍支"進行“恢復”改裝後再進行測試，同時此項規定未通過中國大陸最高人民法院批准以及未向大眾公開便被公安部秘密執行，此項規定勢必會對玩具槍無罪化造成打擊，因此中國大陸的玩具槍無罪化還有很長的路要走。
其余禁止國家
其实很多人忽略了一点，对“玩具枪”的规定很严苛的并不止中国大陆，其它的还有以色列，澳洲（澳洲全境禁止發射bb彈的軟氣槍，除南澳和昆士蘭州可以使用發射水彈的發射器以外其余州連水彈發射器也是完全禁止的），新加坡（新加坡僅允許NERF系列的軟彈槍），馬來西亞等。而其它很多地区也有很严格的法律规定甚至登记政策。

## 制造商
目前，市场上有大量的软气枪制造商，包括ARES, VIPER、RealSword、Classic Army、DeepFire、GHK、G&G、G&P、HFC、ICS、King Arms、KJ Works、KSC/KWA、KWC、Modify-Tech、Marushin、Maruzen、SRC、Systema Engineering、東京丸井（Tokyo Marui）、VFC、Wei-E Tech、Western Arms、CYMA、WE、JG和WG等公司。由于有时在一些国家和地区的一些厂家与其他配件并没有一个成熟的销售网络，因此像Aftermath、Crosman、Cybergun、Echo 1和 UTG一类的公司，会重新标记和装配软气枪。许多最畅销的软气枪是真枪的完美复制品，甚至有真枪厂家批准使用的商标，这是由总部设在亚洲的一些国家和地区如日本、中華民國、中華人民共和國、香港和韩国的一些公司设计和制造的，也有一些欧洲和北美公司存在。除了软气枪以外，这些公司也会生产其他的产品，如软气枪弹、气动手榴弹和气动手雷（比如Airsoft Innovations和S-Thunder公司）及其他的备件和不同的改装件，如瞄准镜、反射镜、战术附件和消音器（其实是曳光照射器）等。
很多软气枪由日本公司最先开发生产，随后被中国大陆的公司所山寨，如ARES、Classic Army、King Arms、Maruchin、东京丸井和Star（仅举几例）的中高端厂商的产品被AGM、CYMA和JG一类的中国公司复制和低价销售。中国政府在2007年禁止了这一行为，但是现在各家厂商均已恢复生产。如今大陸生產的軟氣槍不少也是自己設計開發製造的。而這些軟氣槍擁有不錯的品質和較為低廉的價格，極高的性價比也讓許多想要接觸生存遊戲的新手玩家大大受益，降低了遊玩的門檻。
在台灣軟氣槍廠商方面，中華民國玩具槍協會理事長同時也是VFC老闆的龔詩哲提到，台灣軟氣槍廠商約三十家，通路商百家，年產值約2.5億美元，外銷比率8、9成，在全球市場占比高於25百分比，算是台灣之光。

## 用途
软气枪几乎完全是用作娱乐用途，有软气枪俱乐部，队伍和体育协会致力于世界各地的软气枪活动。在许多国家，软气枪的所有者和爱好者必须加入一个被认可的俱乐部或团队。许多软气枪的爱好者会在注册过的场地进行活动，这种场地是模拟战斗场景的地域，使用软气枪的手枪，卡宾枪，步枪（包括狙击步枪）气动手榴弹和气动地雷进行游戏。还有更多品种的软气枪和装备用于旧时战争战斗的历史重演，也受到很多软气枪玩家和俱乐部的喜爱。此外，类似于Systema Engineering和Celcius Technology一类的公司专门设计制造过一些用于军警训练用的高初速非致命软气枪。

## 分类
软气枪通常由塑料和金屬製成，發射6毫米或8毫米的球狀塑料彈丸（经常被错误的通稱为“BB彈”），強調安全和只用於消遣上的活動。软气枪不同於真枪的地方是，它只是用氣動壓縮原理打出材质轻而脆的塑料弹丸，枪口动能远远弱于普通气枪，而且基本上不能使用膛线。目前大多國家也有針對软气枪立法規定其初速以及焦耳動能的限制。在合法的使用、遵守使用上的安全規定以及有基本的護具之下，使用软气枪參與生存遊戲是十分安全的。
软气枪在发射原理上与气枪基本一致，但具体设计稍有不同。根据动力来源，主要被劃分成以下几種類型：

### 弹簧动力
弹簧活塞软气枪（英語：spring-piston airsoft gun），简称弹簧枪（英語：spring gun），在日本也称“扣簧气枪”（日语：エアコッキングガン，东京丸井称呼，也就是英文“air-cocking gun”的片假名），在中国大陆俗称“手拉机”或戏称“鸡”。弹簧枪是结构最为简单的一种软气枪，发射部件主要由一个螺旋弹簧和一个活塞气泵组成。在射击前，使用者扳动压簧杆将枪内的螺旋弹簧后拉扣住以储蓄弹性势能，通常是通过拉动套筒（手枪）、枪栓（步枪）或滑动护木（霰弹枪）进而使枪进入待发状态；当勾动扳机时，被扣住的弹簧得到释放，在伸展反弹的过程中推动气泵的活塞向前高速运动，迅速加压气缸中的空气并通过前方的气缸嘴喷出，进而喷动弹丸在枪管内前进。因为弹簧枪没有其他的动力装置，每次射击都必须依赖使用者手动拉扣弹簧，因此只能进行单发射击，从设计原理上就无法进行半自动或全自动射击。
弹簧枪可以說是软气枪中較為廉价（最便宜的单发弹簧手枪可以10美元一把，但是高端的霰弹枪或狙击枪除外）、內部零件也較少的一種，由於使用的是一般空氣做動力，加上需要手動壓縮弹簧，威力上一般都比气动枪和电动枪威力小。某些弹簧霰弹枪或狙击步枪的枪口初速可以达到400—700英尺每秒（120—210每秒），但是价格却贵得多，而且威力较大的弹簧不能持续太久的时间（取决于质量），但是许多弹簧枪可以进行改造和升级，更换威力更大，更耐用的弹簧。由于其结构简单和没有电子器件（电池组、电动机、齿轮箱、控制电路、充电器等），因此被广泛的使用。这些枪是不太适合用于竞技，因为他们在与电动枪的战斗中处于劣势，无法提供足够的准确度和射程。然而，也有一些例外，高端弹簧气枪步枪可以是相当昂贵的，这些枪支通常适用于在气枪竞技中的狙击手，并有着较高的初速。此外，有时在近身距離作戰会用泵动式猎枪。在寒冷的天气，由于气体和电池都会受到影响，因此弹簧手枪比压缩气体为动力的手枪，甚至AEP（电动自动手枪）更可靠。
在生存遊戲中，最受歡迎的软气枪就是仿做各式各樣的手动步槍，它們也是跟隨真槍拉動槍機的動作，在槍機右方拉起拉机柄，把活塞在汽缸內拉後，開槍時也跟一般彈弓槍發射原理相同。弹簧枪威力雖然不及气动枪，但由於气动枪威力及準確度會受到溫度、压缩气体量的不同而有很大的變化，弹簧枪相比之下一贯性和穩定性很高，比較受到玩狙擊槍的人青睞。这就是弹簧动力气枪的主要优势之一，因为它可以在任何情况下使用，不需要外来的能源，如电池或压缩气体。由于不需要外部的能源，使得一些玩家倾向于使用弹簧动力枪。弹簧枪也不太容易受到水的影响，而电池供电的软气枪被打湿后便会发生短路故障。
能够购买弹簧枪的年龄因地域差异有所不同，往往比电动枪或气体枪便宜，也更容易在大多数百货公司买得到。由于它们的价格和可靠性，弹簧枪往往以“训练枪”的形式来培训新的新的气枪游戏玩家和CQB的主要武器。几乎所有的玩家都拥有弹簧动力气枪，无论是在运动的实际使用或玩赏，因为一些气枪武器只有弹簧版本。然而，一些气枪的玩家仍然依靠狙击步枪型弹簧枪的可靠性、准确性、低噪音，以及便于维修和改装，和电动枪相比更能作为一个主要的武器。

### 电池动力

#### 自动电动枪

電槍的齒輪箱

电动软气枪（英語：electric airsoft gun），中国大陆俗称“电狗”，是目前最廣泛用於生存遊戲上的软气枪種類。电动枪的发射原理与弹簧枪是相同的，都是利用弹簧和活塞泵，只不过把手動后拉改为由电动机驱动齒輪箱（英語：gearbox，中國及香港通稱“波箱”，而台灣則通稱“便當盒”）來压缩弹簧，並利用齒輪箱的反复循环进行自动填弹上膛的操作。因为电动枪可以有效地進行全自動及半自動射擊，因而通常俗称为自动电动枪（英語：automatic electric gun，簡稱AEG）。自动电枪往往能够达到150—650英尺每秒（46—198每秒）的枪口初速，射速可以達到媲美真槍的每分钟600～900发，甚至超越真槍的射速在每分钟1200发以上，超高射速可達每分钟2400发，是生存游戏中最常用、最受欢迎、最广泛使用的软气枪。
电动枪通常使用便携的充电电池组提供运行動力，以往通常使用7～8粒串联（8.4～9.6伏）的镍镉（NiCd）或镍氢电池（NiMH）來供电。在場上無法擊發的問題，除了機械故障的原因，通常最常遇到的就是打到一半沒電了。而现今鋰電池流行，電槍多使用2～3片串聯（7.4～11.1伏）的锂聚合物电池（LiPo）。然而，一般普通鋰聚合物電池原先乃設定予手機、PDA等低耗電的個人消費性電子產品使用，放電能力普遍較傳統之鎳氫(鎳鎘)充電電池弱，因此，除非是特別訂製的大放電型鋰聚合物電池芯，不然普通鋰聚合物電池在大電流放電下，容易發生過熱、膨脹甚至於爆炸的情況。
电动枪最早在日本出现，而东京丸井公司（日语：株式会社 東京マルイ）是这类软气枪的市场主导。东京丸井的“电动机＋3个齿轮的波箱＋弹簧＋活塞气泵”式设计现在很多厂商都或多或少地复制这一基本模式，增加钢结构的部分或其他轻微改动。这些枪的电源主要由具有不同电压和容量的镍氢充电电池驱动。最常用的电池是8.4伏的大容量电池（2200～5000毫安小时之间）。此外，还包括“迷你”和“大型”的电池，一般有900～1600毫安的能力。镍氢电池的电压范围从7.2伏，一路攀升至12伏，通常还具有更高的容量，电池持续的时间越长，而更高的电压，扭力较高。然而最近锂聚合物电池在电动气枪界是越来越受欢迎，这些电池可以持续更长的时间，而在同时体积更小、重量更轻，具有更高的容量（500毫安小时到6500毫安小时）和电压值（通常在7.4或11.1伏）。
外部的修改，使用金属机构和增强塑料，使AEG的外观和感觉更加逼真，已经成为很受欢迎的卖点。AEG公司制造商，如经典的CA和东京丸井生产的电动气枪复制品，在视觉上几乎相同。在材料上，东京丸井采用ABS塑料，而CA则采用全金属制造枪支和更高的仿真度。后期制作的AEG在设计上是看起来尽可能逼真。
AEG最常见的三个领域，众多的补品和改装部件通常用于这些气枪。AEG的模型范围从简单的手枪、冲锋枪、步枪、突击步枪一直覆盖到轻/重机枪。
- AR系列（M16步枪，M4卡宾枪等，有时简称为阿玛莱特或柯尔特系列）
- H&K MP5系列
- AK系列
- H&K G36系列
- G3系列

##### 低档电动枪
使用低档电动枪这一名词（LPEGs）区分它们与其他类型的电动软气枪，虽然外形可以比较相似，但是无论是机械电子结构还是操控性这种类型的电动枪都更简单，威力也更小，甚至比不上某些手动弹簧气枪，但是由于可以连续发射，因此比手动弹簧气枪的应用范围更广

##### 中档电动枪
在此引用这一名词用以标志对于常常是其他厂家生产的那些最为流行的型号如mp5和ak47等的改进型号。被玩家们认为是比原厂产品更为实惠的选择，有时则是完全复制于东京丸井一类大厂家的产品，截至2008年底少数的中档电动气枪厂家的产品质量和实际性能已经很接近于原厂产品。在不到原厂价格一半的水平上却可以精确的兼容marui或者ca产品相应的改件和补品，使其完全可以达到甚至超过大厂aeg产品的水平。

##### 反冲电动枪
反冲电动枪（英語：electric blowback gun，简称EBB）是一种高档电动软气枪，一般使用9.6伏充电电池，大多数利用该系统的软气枪是步枪型号。EBB模拟一个真正的手枪或步枪的后座，但后座并不会像真枪一样大。对于AEG来说，EBB结构是一个强大的设计。然而，具有后座功能的缺点就是电池很快耗尽，此外后座结构会给齿轮变速箱带来额外的压力，这可能会导致变速箱的寿命较短。另外由于其特殊的结构，EBB无法被改装电动后座系统，也被用在一些高端软气枪已提供更逼真的操作。如G＆G的公司生产的M4和RK47电动枪。ECHO日前发布了后座型MP5SD。此外，APS也生产了类似的M4A1、M4突击队型、AK47的。M4系列均装有RIS系统。这些气枪与相同型号的非后座力产品相同，与往复式螺栓的增值的现实主义和一些反冲。大多数模型纳入气动后座功能系统，但一些机械系统的功能。
电动后座气枪一般使用9.6v的电池，大多数应用此种结构的气枪是步枪枪型，他可以模拟一个真实的后坐力，但是一般情况下是达不到真枪的水平的，因此，电动后座型气枪实际上只是在原有普通电动气枪上的一种改进，但是，后座结构的复杂性和较大的冲击力使得电池的消耗远大于普通电动气枪，同时对远枪的齿轮减速系统会有额外的压力，使得变速箱的寿命也会降低，因此电动后座气枪无法进行改装电动后座系统常常用在一些高端软气枪上。

#### 迷你气枪
最近，以只制造弹簧气枪而闻名的uhc公司，开始制造一种只能全自动射击的小比例软气枪。他们不同于LPEG，它们不是真枪的严格复制品，大多是黑色或透明塑料制成的微型版本。
他们有一个小的容量通常在50和100发子弹的容弹具，但他们有较好的射程和精度。近年来，他们已经成为非常受欢迎的产品，目前东京丸井公司也已经开始生产。这些被称为迷你气枪的产品并不是作为游戏中的主武器设计的，因为它们的威力射程和精度远远比不上其他的标准aeg。但是迷你气枪由于他的高射速的原因在近距离上比弹簧气枪更实用。

#### 电动自动手枪
自动电动手枪（英語：automatic electric pistol，缩写AEP）最早由东京丸井在2005年首次推出。东京丸井的格洛克18C（其次是贝瑞塔93R模型）是第一款采用电动系统能够全自动运行的手枪。由于AEP的变速箱和电池体积更小，AEP发射的弹丸的初速通常在200—280英尺每秒（61—85每秒），比气动手枪要低的多，使他们只在近距离有用。然而，这种手枪因为他较低的使用成本和通用性，成为了游戏中AEG的有限补充，CYMA公司仿制Glock18c型号的手枪，成为一个较为廉价的替代品。
在寒冷的天气，电池动力通常被认为比压缩气体动力更可靠，因为电池不受到寒冷天气的影响。气动枪使用的压缩气体（如二氧化碳和氯氟烃）是以液态形式储存在气罐中的，需要吸收一定热量来蒸发成气体，而且如果周边温度过低会影响蒸发后产生的气压。气动手枪的弹匣加满气在−12 °C（10 °F）的环境下通常也只能射击一到两发，甚至会因为产生的气压不够造成冷喷。
和气动手枪不同，AEP的套筒通常是固定的，射击过程中不会反冲；而气动手枪则可以具有类似后坐力的反冲动作可以模拟真枪效果。但是由于电动的结构特点，AEP具有更稳定的弹道和力量。一个新风格的AEP是Marui公司的HK MP7，比传统的AEP的尺寸要大很多，因此无论是气缸容积还是电池功率都比传统的AEP更大，但是由于在结构上类似于AEP并且比AEG的尺寸仍然小很多，因此这是一个模糊的分类。AEP可以比其他的AEG威力更大，并且由于其较小的尺寸和适中的威力更适合于CQB作战由于尺寸的限制，并且有齿轮组和气缸在握把内占据空间，使得弹匣所能使用的空间变得很小。正因为如此，没有AEP能够使用一个全尺寸的弹匣，这一点和气动手枪不同。此外，AEP的外部基本都是由塑料制成的，比同类软气枪更轻，玩具感更强。

### 气体动力

#### 反冲气动枪

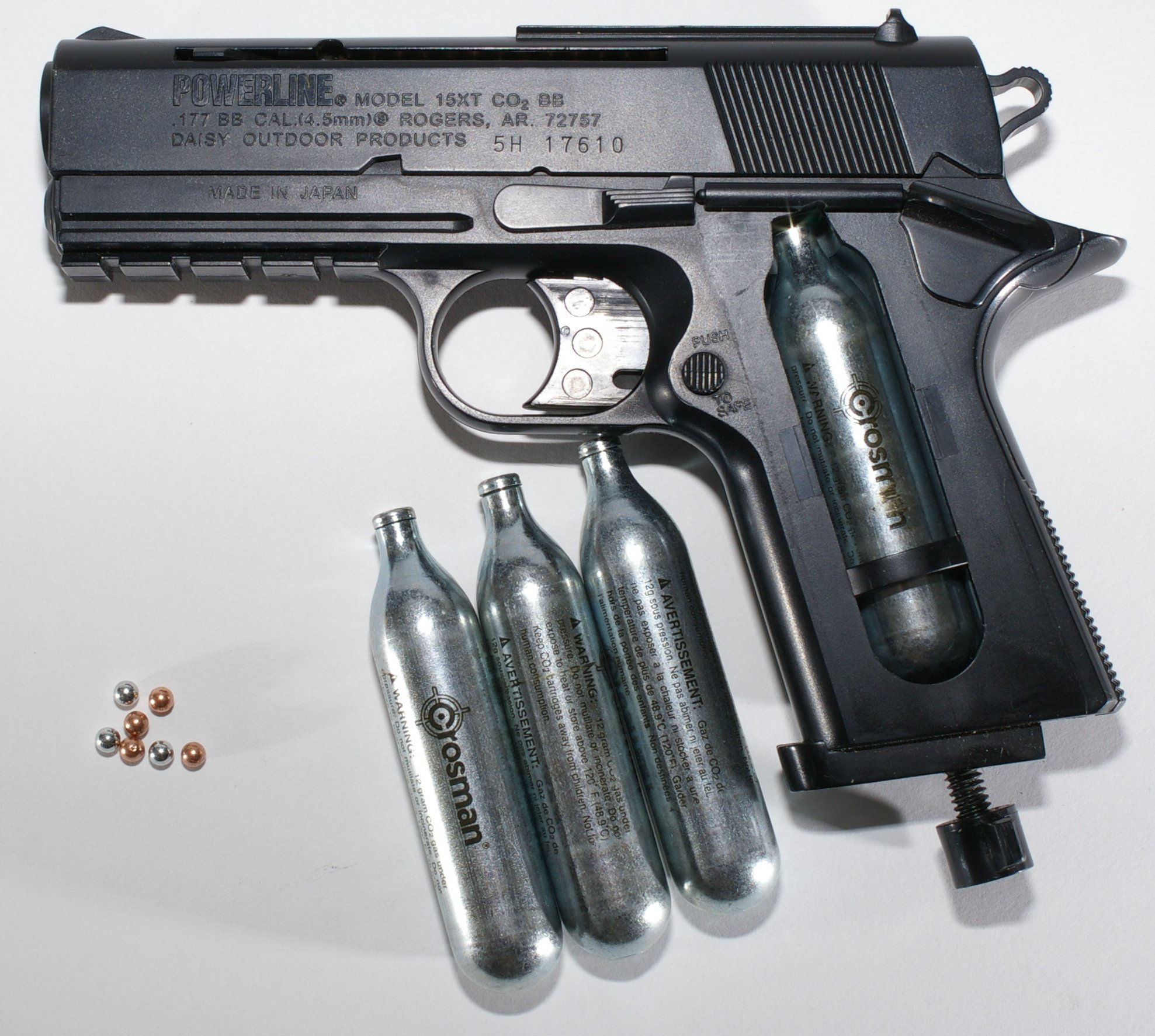
二氧化碳氣槍和二氧化碳儲汽缸

气动软气枪（英語：gas airsoft gun）用释放压缩气体的压力势能为动力发射弹丸，而不是使用机械的活塞泵。最常见的气动枪是反冲气动枪（英語：gas blowback gun，简称GBB），使用通常装在弹匣内的可更换瓶装预压液态气体（比如丙烷、绿气、HFC-134a和二氧化碳等等），通过一系列阀门将压缩气体释放来喷射弹丸并产生反冲作用造成枪机的覆进动作以便做到循环上弹，並且帶有类似后坐力的反衝力和槍口音爆聲，有限地模擬出了真槍射擊的效果，同時也帶動了擬真玩法的風潮。在仿真枪非法的中国大陆，网友戏称气动枪为“气狗”，将威力大得多的真正气枪则称为“气狼”。
雖然火力十足，但現在大部份的气动枪已經被成為生存遊戲主流的電動槍取代，但气动步槍仍然有其市場，也有不少追求充沛動力以及氣槍愛好者還是會選擇气动步槍。各三種氣槍也有各種配合內部（性能和耐久）及外部（美觀及人體工學）的配件及零件，有些重要氣槍零件也有些玩家必須的（這零件可能要付出比單買一支原裝氣槍的價錢更貴），也是為了更令仿做槍美觀，或用以加強氣槍上的可靠及耐用性，及增加準繩度/性能，用以配合在氣槍比賽中，及令生存遊戲帶來更多的樂趣。
現今大多數气动枪使用的压缩气体大多是以HFC-134a為基體，混合烷類氣體所成。但是HFC-134a的溫室效應指數(指同溫同壓下的氣體所吸收熱能的能力)是二氧化碳的20000倍，用一罐气相當於用了兩萬罐相同規格的CO2，而且烷類也是溫室效應指數遠勝於CO2的氣體，所以可以說气动枪“非常不環保”。
这些枪支是能够自动和半自动化操作的。使用最常见的气体是绿气和丙烷，这两种气体需要一个适配器来对枪进行充气，也可以使用常用的HFC-134a，特别是手枪，由于其套筒组件中包含塑料制成的零件，不能承受较高的压力。较常用的气体包括“红气”（这实际上是HCFC-22），CO2和氮/高压空气。HCFC-22作在美国是非法的推进剂。HCFC-22被定义为II类消耗臭氧层物质，其作为喷雾剂推进剂的使用自1994年1月已被禁止（根据清洁空气法案“第610（D））。红气基本上是被禁止使用在气动手枪上的，除非改造其内部，其相对较高的压力可以对气枪造成损害，如击锤或套筒断裂。二氧化碳和压缩空气完全无法使用在气动手枪上，因为他们在储存时容器承受比普通气体高得多的压力。
最早使用气体动力的软气枪被称为经典型枪，那时候。这些枪最常用的液化气体推进剂如R-12的（这是由日本市场FLON-12或杜邦商标的氟利昂12）CFC-12的系统多数包含两个气瓶，一个用作推进剂储罐，一个用作膨胀腔，以及气枪本体。 CFC-12是汽车空调和冰箱的常用制冷剂。它被认为是一种高度有效的消耗臭氧层物质和美国环保局列出的I类臭氧消耗物质。其作为一种通用的气雾推进剂的使用已被美国环保局1978年3月禁止，在灭火剂和极少数气雾剂用途使用例外。根据联合国条约其他许多国家也已经禁止该物质的使用。而作为医疗吸入器的氟氯化碳的使用也在2008年12月31日被禁止了。
后来的用户修改这些老式气枪以使用二氧化碳、高压氮气和空气，求得更大的威力和精确度。然而，这些枪支已基本上已经被更新和更灵活的AEG所取代。这种情况的原因之一是因为最常用的推进剂（如R-12）价格昂贵。此外，在高射速时，液体推进剂的气化会降低气化室的温度而逐渐冻结。射击一段时间后温度便低到无法气化的程度从而导致停射。然后，用户将被迫推等待气化室和气体逐渐升温。CO2和高压氮气/空气则不会发生这种现象。此外，如果枪的动作机构吸入了低温的液体推进剂将会导致橡胶密封件冻结，最终导致气枪的损坏。然而，这是不可能发生，因为一旦气体从汽缸中释放，它将立即变回成气态，并迅速膨胀。
气动枪往往要比电动枪受到很多的限制。但是气体动力的好处在于模拟后座和其他的动作。模拟后座功能是使套筒或枪机能够循环动作的一个功能，以更好地模拟一个真实枪支的操作。由于参与分配和调节气体的机械复杂性，气动软气枪要比电动的软气枪更为专业，然而，他们。他们仍然属于软气枪。而且这种气动结构并不仅仅限于手枪，冲锋枪。狙击步枪和冲锋枪也可以使用气动机制。冲锋枪的结构类似于手枪，仅仅是为了提供后座，而狙击步枪则是在提高初速的要求下提供一个有限的后坐力。
随着气动枪的发展，也出现了使用气体动力的榴弹，由榴弹发射器（比如M203或GP-25）发射。这些系统内部的活塞充满气体，使用时当压力被释放时，弹丸从发射器中射出。弹头可能是塑料弹或者是橡胶/海绵制作的软弹头。手榴弹里面有和榴弹类似的活塞气缸，激发后有一定的延时，允许用户进行一个范围杀伤。这些手榴弹一般使用塑料弹或某种染色粉末作为弹丸。目前，这两种类型的手榴弹并不是很常见，这主要是因为榴弹是相当昂贵的并需要重复使用的。而且它并不是很可靠。

#### 高压空气系统
除了反冲气动枪外，还有一种高压空气系统（英語：high pressure air system，简称HPA）。与GBB不同的是，HPA不用可更换的压缩气瓶，而是使用外置气源（比如大号的压缩空气罐或空气泵），用导气管链接在枪内的气动马达（称为fusion engine，通常在电动枪内部波箱所处的相同位置）上驱动射击。这个气动马达通常由一个火控系统调节，通过控制气流量来决定所需的射击速度。

### 混合枪
混合型气枪是市场上最新的气枪。混合气枪基本上是标准AEG或GBBG基础上增加了额外的动作装置，常见的就是内置的后座装置和随动枪机结构。

#### 跳壳式电动枪
该类型的软气枪的弹匣内装的是专用弹壳，每个弹壳内均装一发塑料弹。这些弹壳可装有一个红色的火帽， 火帽类似于其他类型的玩具枪中的那种。这些枪支配备电动活塞，后座系统和抛壳装置，每一个子弹再发射时都会有弹壳抛出并由火帽提供了一个逼真的声音和烟雾效果。首次亮相以来，在市场上看到的只有M4A1的型号，以及限量发行的m1加蓝德半自动步枪，毛瑟98系列和其他一些步枪模型。这些枪支是在市面上出售的软气枪基础上由一些收藏家自行改造的，并非量产产品。

#### 气动跳壳软气枪
气动式抛壳气枪与电动抛壳气枪的弹匣比较类似，但是工作原理则是标准的气动后座式（GBB），一发6mm的塑料弹装在一个弹壳里并装填在弹匣中。气枪本身也有一个压缩气体储罐以储存推进剂（如猛将气）。然后，套筒或者枪机的往复运动将一枚弹壳推入弹膛。扣动扳机时击锤击打放气针击打阀门放出压缩气体将塑料弹推出同时枪机后退抛出弹壳。

### 训练武器
气枪制造商SYSTEMA开发的用于军事和执法培训的软气枪。这些气枪是由飞机级铝合金结合不锈钢零件，使强度，稳定性比普通软气枪更好，并且可以全天候的使用，维修方便。这些训练武器为军事训练提供了一种更为真实的展示方式。

## 弹匣
弹匣通常是现实的真枪实弹弹匣的复制品，它们基本使用相同的材料，如金属冲压或高强度塑料制成。他们偶尔会有商标或模仿他们真正的原型上的标识。
气枪弹匣根据容弹量分为以下几种：

### 低容量弹匣
低容量类型的弹匣是东京丸井和其他一些制造商所生产的软气枪原装的弹匣。因为它们的容弹量比其他的弹匣要少很多。低容量弹匣的容弹量一般为68发（东京丸井弹匣的标准容量），装弹时需要压下供弹口处的卡楯，然后压缩弹簧即可装弹。
低容量弹匣提供安静的操作（没有多余活动部件或发条），对于某些气枪来说他们是惟一的选择。它们也很有用，可以帮助玩家限制弹药消耗或者进行拟真玩法。
低容量弹匣几乎只有与东京丸井在使用。而像一些公司如CA或ICS直接随枪附带高容量弹匣。然而，大多数弹匣无法推入所有的弹丸，会有2,3发留在该弹匣的底部或气枪的供弹管中（有些玩家可能会绕过这个问题，通过把枪倒过来，通过重力供弹）[ 9 ]。

### 中等容量弹匣
这些弹匣是购买或改装成容纳90-190发的普通弹簧弹匣，他们的结构类似于低容量弹匣，因此比高容量弹匣（需要发条动力）更为安静，并减少了低容量弹匣的容弹量较低的劣势。由于在射击过程中无需接触弹匣，而高容量的弹匣需要经常性的上发条，因此，中等容量的弹匣效率比高容量弹匣更高，也更为可靠。现在，越来越多的此类弹匣出现在了市场上，可以装填200发或者更多的塑料弹，但是由于其并不是发条结构，所以仍被称为是中等容量弹匣。
中等容量弹匣是众多玩家的首选，为他们提供一个一个回合游戏中不需要更换的供弹具，在使用高容量弹匣时，有些玩家会无休止的连发射击而失去了游戏的意义，因此许多在游戏时只允许使用中低容量的弹匣（压制武器如轻机枪除外

### 高容量弹匣
高容量弹匣有着比中等容量弹匣更多的容弹量，他们的工作方式主要有三种，最常见的是发条系统，一次上满的发条可以提供50至100发的射击，之后只需要不断地上发条即可连续供弹，电动式结构类似于发条，但是动力改为一个独立的供弹电机。第三种方式是在发条式的一种改进，在发条式弹匣的发条波轮上增加了一根独立收缩的拉绳，因此可以更为快捷的上发条。但是由于他比一般的弹匣在尺寸上有差异，因此不便于使用传统的装具或弹匣并联装置。

### 弹鼓/弹箱
弹鼓和弹箱是容弹量最高的一种供弹具，容弹量一般从2000到5000不等，常见的外形是M249或M60机枪标准弹药箱，G36 AR系列使用的CMAG双圆弹鼓，或AK47系列使用的圆形弹鼓。少见的还有外形类似于两个标准弹匣并联的弹鼓。他们的工作原理类似于电动弹匣，由一个独立的供弹开关来控制弹鼓的供弹。

### 真实容量弹匣
这种弹匣的容弹量与现实中的原型相同，结构类似于普通低容量弹匣，比如M16的真实容量弹匣容量仅为30发，某些真实容量弹匣甚至加入配重以模拟真实的重量。这种弹匣只应用于某些军事模拟游戏，这些玩家们希望能最大限度的靠近真实的战斗，从而更依赖于玩家的个人素质。

### 手枪弹匣
一般有两种手枪弹匣，单排供弹或双排供弹，单排弹匣的容量一般在7到20发，根据武器类型，该种弹匣的塑料弹是单排放置的。有别于单排弹匣双排弹匣内部的塑料弹是交错放置的，类似于很多真实的枪械弹匣，这使得在同样的体积内可以容纳更多的塑料弹，通常弹容量在30发左右，更多的容量却不需要加长弹匣，这对于某些握把较薄的枪械来说是个福音，如M1911手枪。

### 可替换弹匣
一些其他类型的弹匣使用在在某些类型的气枪上（通常是狙击步枪类型），这种类型的弹匣结构类似于普通中等容量弹匣，使用螺旋弹簧作为供弹动力。

## 上旋器
由于软气枪使用的是滑膛枪管，弹丸在飞出后不可能像线膛枪那样具有纵轴螺旋稳定弹道的作用，使得精度和有效射程都受到限制。为了解决这个问题，软气枪中经常使用上旋器（英語：hop-up）系统来增加弹道的平直度和射程。软气枪的上旋器通常是枪管内壁上方凸入枪膛（英文成其为“bucking”）的一小片橡胶制成。这块小胶皮有些可以調整，有些則不能，不能調整的小橡膠通常會在氣槍製造過程中設定0.20克弹丸重為最佳；可以調整的上旋器則可以將彈道調整至最佳的狀態，使得準確度以及命中率更為提升不少。
当塑料弹丸滑过枪膛时，因为上旋器的胶皮有比周围枪膛内壁更大的摩擦力，使得弹丸因为上方受到反向阻力而围绕横轴发生逆旋。弹丸在飞离枪口后会继续以上旋姿态飞行，并且和（相对的）逆流空气发生相互作用产生马格努斯效应，产生向上的升力抗衡重力，使弹道更为平直并提升有效射程及准确度。目前的大多数软气枪都配置有这项系统。

## 软气枪弹

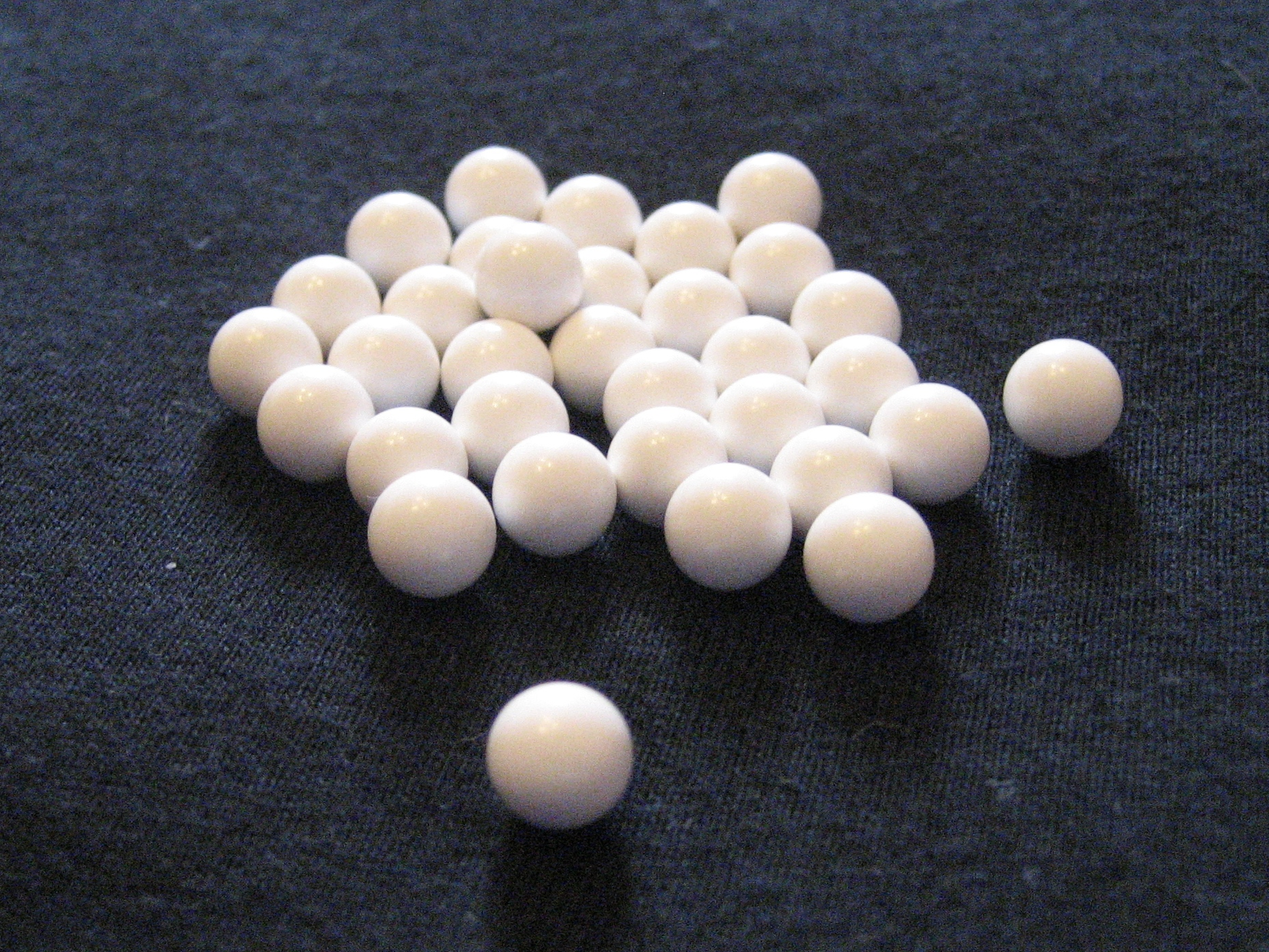
0.20克的软气枪弹

软气枪弹（英語：airsoft pellet）是软气枪在生存遊戲中主要採用的球状弹丸，因为形状与气枪常见的.177英寸（4.5）钢珠弹相似，因此也经常被搞混称为“BB弹”。软气枪弹依大小及密度有很多不同的重量（0.12～0.88克），通常直径为6毫米的會使用0.20、0.25、0.30或是0.40克质量的弹丸，因為在目前法律规定的動力范围內，能提供較佳的射程及準確度。软气枪弹的制造品質也影響著彈道表現，一般來說，較輕的弹丸能提供更遠的射程，但極易受風吹影響，而產生大幅度的偏移；相反的，較重的弹丸射程則更短，但提供更佳的準確度。
软气枪弹的材質上有传统的塑料弹，與受潮會分解、不會汙染環境可生物降解的树脂彈，在環保意識下，生存遊戲的玩家應該儘量選擇環保的弹丸。金属弹丸无法再软气枪中使用，强行使用会导致损坏或无法发射。

## 性能
气枪发射的弹丸初速从低端弹簧手枪30米/秒到高级定制狙击步枪的200米/秒不等，未改装的AEG初速属于中等，从90m/s到120m/s。大多数气枪的内部组件可以升级，可以大幅度提高弹丸初速，使用较重的弹丸（0.25或0.3g）会降低初速但是会提高射击精度及远距离的存能和抗风性。在以前人们普遍认为轻型高速弹更合适，但是专业的气枪玩家发现，轻型的弹丸在长距离射击的存速效果很差，并且更容易受到风的影响，因此现在被普遍接受的理论是降低弹重并不会增加射程，因此高初速的AEG常使用较为重一些的弹丸，对于这些弹丸，初速的降低并不明显，但是更为准确。气枪可以改造，以增加射弹的初速，精确度和本身的可靠性，电动气枪为提高初速可以采取两方面的措施，首先是升级内管，改用更为精密的内管可以增加射击准确度，并可以減少弹丸在內管的碰撞，二是升级弹簧，这将提高发射时的空气压力，但是由于弹簧压缩更为困难，需要与其他部分同步升级，以维持可靠性，可以使用高电压的电池，高速比齿轮和高扭力电机，射速可能会大幅提高，但是要考虑变速箱组件的强度问题。对于气动的软气枪，改用不同类型的气体或改变出气量控制的阀门均可以达到好的效果，但对内部的塑料零件会造成不利影响。最重要的是，在改造氣槍時，應當考慮當地法律。
气枪可以装上附件导轨以增加外部配件，可以增加一些常见的手电筒，瞄准镜和激光器等，一些气枪有和真枪一样的外部框架，因此可以使用这些真枪的外部构件，但是由于内部完全不同，因此无法改造气枪以发射实弹。在大多数情况下，外部附件提供的只是外观上的改善而不是内部性能。然而，瞄准镜可以提高在一定范围内的准确性，加快瞄准速度等，其他的附件，如枪挂榴弹发射器可作为副武器使用，特殊消音器的安装可以为长内管提供升级空间，从而提高精度和射程，電筒可提供照明及擾敵效果。

## 维护和润滑
应该用干净的布擦拭气枪。使用后应消除任何污垢，油和其他污染物。枪膛和枪管内应使用棉签将破碎的颗粒/ 弹丸的任何污垢或可能的碎片清理掉。每3000至4000次发射后，把枪的所有运动部件，包括活塞和汽缸拆开并滴入或喷洒硅基油或硅脂进行润滑。
内部润滑的频率取决于内部动作部件材料的耐磨，耐腐蚀性能。黄铜应定期润滑最（1500至2000次发射后），以防止水分残留和磨损，由于其延展性，容易沾上杂物，需要经常地清洁。其他材料（铝，不锈钢）可减少润滑频率。也应定期通过使用特制的硅脂进行润滑。因为齿轮在运行过程中散发的热量会使润滑材料逐渐变质。重要的是，不要使用过多的油，擦去枪多余的油，因为注油过量可导致枪内积聚灰尘和污垢。储存气枪应放置在阴凉，干净的房间。不要存储一个上膛的枪，因为它会压缩弹簧弹簧导致逐渐失效，这时可以用半自动射击几枪或释放弹簧。
强烈建议不要在弹匣中储存弹丸。弹夹弹簧疲劳会导致弹性减弱，因此不能储存更多的弹丸，或产生卡弹故障。这应特别考虑到使用发条弹匣。

## 适当的气枪维修
最重要的事情之一，是使用优质的弹药。一些弹丸过重，过轻或有表面缺陷，可能会损坏软气枪的变速箱。不要使用回收的弹丸，一旦发射，他们可能会破损，留下表面伤痕，或与污染物接触，可能会堵塞气枪。使用金属弹丸或任何异物，都会损坏气枪。
气枪，类似于所有机械设备，是容易产生热量和摩擦，引起磨损。气枪所有者可以采取措施以减少磨损，尽可能延长气枪的寿命。一个妥善的维修保养计划，包括定期的气枪润滑是非常重要的。对于气枪。硅润滑脂被广泛使用在各种气枪零件上，包括内部和外部以避免腐蚀，磨损和一般的材料老化。干性润滑剂是一种溶剂类润滑剂。溶剂蒸发后，留下了固体润滑材料进行润滑，但不吸引灰尘和沙砾。在使用传统的油性润滑剂。必须采用使用非石油为基础的，惰性的，防止损害橡胶和塑料部件和橡胶“O”形圈。

## 安全
软气枪在使用时需要适当的保护。市场上最普遍的原厂软气枪通常低于350英尺每秒（110每秒），但是从任何类型的软气枪被发射的弹丸可以最低65英尺每秒（20每秒），高端产品有可能超过700英尺每秒（210每秒）。如果要射穿裸露的人体皮肤，一个0.20克的塑料弹需要至少300英尺每秒（91每秒）的初速，而且一定要在短距离内直接命中。即使打破皮肤，也经常仅仅是擦伤而不是穿透，可能会有出血，但是皮下的肌肉和组织不会受到损伤，最坏的情况弹丸可能會打進皮膚並卡在肉內。护目镜被广泛认为是气枪玩家必须穿戴的最低级别保护，基本上可以防止任何情况的眼睛受伤。一个鲜为人知的事实是，牙齿如果近距离击中也可能会受伤（骨折），牙医报告需要根管治疗和牙冠修复损坏的断牙，因此建议使用面罩以保护眼睛和牙齿。
作为软气枪在一场比赛中实行的一些规则，只允许最高350英尺/秒的枪口初速，以防止对人造成伤害。如果想超过这个限额，软气枪必须做大规模的改装。因此，它是不可能杀死任何人，但是在近距离使用金属弹丸或任何其它异物仍然是非常危险的。然而，在市面上有发现专门设计来发射6毫米金属弹丸的气枪，这种气枪只能用来打靶，不应作为游戏使用，因为杀伤性较强。
在美国，联邦法律规定软气枪的枪口必须涂上橙色油漆才能允许运输和销售。然而，当地法律可能会有所不同。为避免混乱，作为游戏用的软气枪必须与真正的致命武器相区别， 软气枪应存放在儿童拿不到的地方，一个安全的地方。副件应完全卸载，包括弹匣和气瓶。AEG存放时应断开电池连接。

## APSC
使用软气枪进行的IPSC比赛称为APSC，與生存遊戲一樣，在日本、香港、澳門、台灣，實戰射擊（IPSC）是合法行為，並且有相關的器械法規管理。
IPSC分為三個Division:Standard Division、Open Division和Production Division，而每個Division對槍枝的要求也不同。
在Standard Division方面，IPSC選手所使用的氣槍大都是以M1911變種的6毫米口徑弹丸的Hi-Capa，亦即是比一般M1911槍型的發彈量的多幾倍的槍型，當中以日本製的Hi Capa 4.3/5.1系列最受歡迎，而Open Division的選手所使用的氣槍大都是以Hi-Capa為基礎而改裝的鏡槍，格洛克手槍系列都是Production Division選手受歡迎並較多使用的氣槍。
題外話，IPSC其實來自真槍的比賽世界，也有相關的槍種，如GLOCK官網介紹他們的Glock 34：「This highly-accurate pistol has found widespread use as a competitive pistol for IPSC. 」

## 產生的社會問題
由於许多高仿真度的软气枪在外形上与真枪几乎难以辨别，因此把软气枪误认成真武器引发恐慌，或有人拿来模仿真枪从事其他非法活動（比如抢劫）的新聞，無休無止。因於社會教育環境出現錯誤，加上進出口過于自由、個人及家庭約束過輕，導致软气枪被濫用的情況被忽視，结果造成人员伤亡等不可挽回的损失。
- 2006年1月13日，美国佛罗里达州一所中学的15岁学生Christopher Penley在携带一把被完全涂成黑色的软气枪时，被特警队员击毙。
- 2013年10月22日，美国加利福尼亚州的13岁男童Andy Lopez在与其他儿童一同行走时携带一把高度仿真AK-47突击步枪的软气枪，结果被索诺马县警局的副警长Erick Gelhaus开火七枪击毙。
- 2014年8月5日，美国俄亥俄州的John Crawford在代顿附近的一家沃尔玛商场中因为拿着一只软气枪，结果被比弗克里克警局的警员击毙。
- 2014年11月25日，美国华盛顿州温哥华警局出勤调查一起家庭纠纷时，看到31岁的Sebastian T. Lewandowski手持仿真AR-15的软气枪，当对方拒绝放下时被警方击毙。
- 2014年11月22日，美国俄亥俄州克利夫兰警局得到报警说有游乐场上有“可能持有假枪”的少年男子，但是接线员在转传信息时没有告诉警员“假枪”那部分信息，结果导致12岁男童Tamir Rice因为手持橙色枪口套被取下的软气枪而被警方击毙，从警方到达现场到击毙男童之间过程只有两秒钟。

1. 1 2 3  .   [2018-12-16]. （原始内容存档于2019-11-08）.
2. ↑  陳雅潔. . 財訊. 2022-10-12  [2025-06-08].